# Trevor Wurtele
Trevor Wurtele (* 18. Mai 1979) ist ein ehemaliger kanadischer Triathlet und Ironman-Sieger (2013).

## Werdegang
2004 fing Trevor Wurtele mit Triathlon an und 2005 wurde er in Dänemark Elfter bei der Triathlon-Weltmeisterschaft auf der Langdistanz in der Altersklasse 25–29.
Seit 2008 startete er als Profi-Athlet. Er wurde trainiert von Paulo Sousa.
Seit 2010 startete er im First Endurance Team.

### Sieger Ironman 2013
Im August 2013 gewann er den Ironman Canada (3,86 km Schwimmen, 180,2 km Radfahren und 42,195 km Laufen) und wurde damit kanadischer Meister auf der Triathlon-Langdistanz.
Im Juli 2016 wurde Trevor Wurtele Dritter beim Ironman Canada. Im November 2018 wurde er in China Zweiter beim Ironman 70.3 Xiamen. Seit 2019 tritt er nicht mehr international in Erscheinung.
Auch seine Frau Heather Wurtele (* 1979) war bis 2019 als Profi-Triathletin aktiv. Die beiden leben in Kelowna.

## Sportliche Erfolge
| Datum/Jahr    | Rang | Wettbewerb                      | Austragungsort              | Zeit     | Bemerkung                                                                  |
| ------------- | ---- | ------------------------------- | --------------------------- | -------- | -------------------------------------------------------------------------- |
| 4. Mai 2019   | 13   | Ironman 70.3 St. George         | St. George                  | 04:03.37 | North American Championships                                               |
| 18. Nov. 2018 | 2    | Ironman 70.3 Xiamen             | Xiamen                      | 03:49:48 |                                                                            |
| 23. Juli 2017 | 2    | Challenge Iceland               | Kjós                        | 03:58:45 | Seine Ehefrau Heather Wurtele belegte bei den Frauen ebenfalls den 2. Rang |
| 18. Juni 2017 | 2    | Challenge Heilbronn             | Heilbronn                   | 04:07:05 | Zweiter hinter dem deutschen Boris Stein                                   |
| 19. März 2017 | 3    | Ironman 70.3 Campeche           | Campeche                    | 03:57:01 | bei der Erstaustragung                                                     |
| 26. Juni 2016 | 2    | Ironman 70.3 Mont-Tremblant     | Mont-Tremblant              | 03:52:24 |                                                                            |
| 12. Juni 2016 | 2    | Ironman 70.3 Victoria           | Victoria (British Columbia) | 03:49:56 |                                                                            |
| 20. März 2016 | 2    | Ironman 70.3 Monterrey          | Monterrey                   | 03:43:53 |                                                                            |
| 30. Aug. 2015 | 2    | Challenge Penticton             | Penticton                   | 03:53:52 |                                                                            |
| 16. Aug. 2015 | 4    | Timberman Triathlon             | Gilford (New Hampshire)     | 03:55:09 |                                                                            |
| 2. Mai 2015   | 7    | Ironman 70.3 St. George         | St. George                  | 03:58:57 |                                                                            |
| 19. Apr. 2015 | 7    | Ironman 70.3 New Orleans        | New Orleans                 | 03:50:20 |                                                                            |
| 28. März 2015 | 7    | Ironman 70.3 California         | Oceanside                   | 03:56:19 |                                                                            |
| 27. Feb. 2015 | 8    | Challenge Dubai                 | Dubai                       | 03:49:06 | erstes Rennen der „Challenge Triple-Crown-Serie“                           |
| 7. Sep. 2014  | 26   | Ironman 70.3 World Championship | Mont-Tremblant              | 03:57:00 |                                                                            |
| 22. Juni 2014 | 2    | Ironman 70.3 Mont-Tremblant     | Mont-Tremblant              | 03:55:17 |                                                                            |
| 7. Juni 2014  | 2    | Ironman 70.3 Boise              | Boise                       | 03:57:47 |                                                                            |
| 3. Mai 2014   | 3    | Ironman 70.3 St. George         | St. George                  | 03:53:48 |                                                                            |
| 13. Apr. 2014 | 3    | Ironman 70.3 New Orleans        | New Orleans                 |          |                                                                            |
| 28. Juli 2013 | 2    | Ironman 70.3 Calgary            | Calgary                     | 03:42:57 |                                                                            |
| 21. Apr. 2013 | 2    | Ironman 70.3 New Orleans        | New Orleans                 |          |                                                                            |
| 15. Juli 2012 | 3    | Ironman 70.3 Lake Stevens       | Washington                  |          |                                                                            |
| 22. Apr. 2012 | 1    | Ironman 70.3 New Orleans        | New Orleans                 |          |                                                                            |

| Datum/Jahr    | Rang | Wettbewerb                                           | Austragungsort | Zeit     | Bemerkung                                         |
| ------------- | ---- | ---------------------------------------------------- | -------------- | -------- | ------------------------------------------------- |
| 24. Juli 2016 | 3    | Ironman Canada                                       | Whistler       | 08:30:25 |                                                   |
| 27. Sep. 2015 | 6    | Ironman Chattanooga                                  | Chattanooga    | 08:18:06 |                                                   |
| 28. Juni 2015 | 4    | Ironman Coeur d’Alene                                | Coeur d’Alene  | 08:46:38 |                                                   |
| 28. Sep. 2014 | 3    | Ironman Chattanooga                                  | Chattanooga    | 08:22:00 | Dritter bei der Erstaustragung in Tennessee       |
| 27. Juli 2014 | 4    | Ironman Canada                                       | Whistler       | 08:42:59 |                                                   |
| 25. Aug. 2013 | 1    | Ironman Canada                                       | Whistler       | 08:39:33 | kanadischer Meister auf der Triathlon-Langdistanz |
| 17. Nov. 2013 | 6    | Ironman Arizona                                      | Tempe          | 08:12:34 | mit persönlicher Ironman-Bestzeit                 |
| 7. Aug. 2005  | 11   | ITU Long Distance Triathlon World Championship 25–29 | Fredericia     | 06:32:17 | Triathlon-Weltmeisterschaft auf der Langdistanz   |

(DNF – Did Not Finish)